# Compagnie du chemin de fer d'Audenarde vers Gand
La Compagnie du chemin de fer d'Audenarde vers Gand est une société anonyme belge créée en 1854 pour construire et exploiter le chemin de fer du même nom. Elle est reprise et dissoute, en 1857, par la Compagnie du chemin de fer Hainaut et Flandres, sans avoir pu terminer elle-même la construction de son chemin de fer.

## Histoire

### Création
Le 20 décembre 1851, une loi autorise le gouvernement belge à contracter avec une société privée pour, au choix, « la construction d'un chemin de fer soit d'Audenarde à Deyneze, soit d'Audenarde à Gand ». Ce projet prend forme avec la signature, d'une convention avec les frères Antoine et Joseph Hertogs, d'Anvers, où ils disposent d'une entreprise de travaux publics. L'accord concerne la concession, la construction et l'exploitation d'un « chemin de fer d'Audenarde vers Gand », qui suivant le cahier des charges doit se raccorder sur la courbe du Chemin de fer de l'État à environ 3 kilomètres de la halte de Nazareth. Cet accord est confirmé par l'arrêté royal du 27 octobre 1853 (paru dans le Moniteur belge du 6 novembre). La société anonyme, dénommée « Compagnie du chemin de fer d'Audenarde vers Gand », est constituée le 14 juillet 1854.

### Divers
À la suite d'une demande de la compagnie, le 18 décembre 1855, un arrêté royal repousse, le délai prévu dans le cahier des charges pour la réalisation du chemin de fer, jusqu'au 1er octobre 1856.

### Disparition
Un arrêté royal du 5 janvier 1857 approuve la création de la Compagnie du chemin de fer Hainaut et Flandres, une société anonyme qui a notamment pour objet « l'achat des actions et des obligations, l'achèvement et l'exploitation du chemin de fer d'Audenarde vers Gand, concédé définitivement par arrêté royal, en date du 27 octobre 1853, en vertu d'une loi du 21 décembre 1851 ». L'exploitation des 18,250 km, entre Audenarde et la Pinte avec autorisation de circuler sur les 9 km des chemins de fer de l'État pour rejoindre la station de Gand, débute le 28 juin 1857. 
La Compagnie du chemin de fer d'Audenarde vers Gand est « déclarée dissoute par résolution de l'assemblée générale des actionnaires de la Compagnie du chemin de fer Hainaut et Flandres, le 9 novembre 1857 »,.

## Chemin de fer
Ligne d'Audenarde à De Pinte, cette petite ligne est devenue, une section, en service, de la ligne 86 de Basècles-Carrières à De Pinte.